# イオン順徳ショッピングセンター
イオン順徳ショッピングセンター（-じゅんとく-、中: 永旺顺德购物中心 ヨンワンシュンドーゴウウーチョンシン）は、広東省仏山市順徳区大良の南国東路沿いに位置するイオンチャイナのショッピングセンターである。
イオン順徳店（旧:ジャスコ順徳店・2013年3月に店名変更）を核に93の専門店が並ぶ。富裕層をターゲットにした戦略より、自家用車での来店者の便宜を考慮し、駐車場が多めに確保されている。広州市からは、広仏高速を利用するよりも、国道105号を経て順徳の立体交差へ向かう方が近い。広州駅前、芳村駅から順徳大良に向かうバスも前を通る。
なお、近隣には、順峰山公園や青雲塔、宝林寺、清暉園といった観光地がある。

## テナント
- ケンタッキーフライドチキン
- ピザハット
- 味千ラーメン
- 三城
- リーボック